# San Juan del Estado
San Juan del Estado là một đô thị thuộc bang Oaxaca, México. Năm 2005, dân số của đô thị này là 2200 người.